# STS-95
STS-95 (Space Transportation System-95) var Discoverys 25. rumfærge-mission. Den blev opsendt d. 29. oktober 1998 og vendte tilbage den d. 7. november 1998.
Den daværende senator og tidligere astronaut John Glenn var i en alder af 77 år med på missionen, han havde sidst været i rummet i 1961 med Mercury-programmet. Glenn var forsøgsperson i ældning i rummet .

## Besætning
- Curtis Brown (kaptajn)
- Steven Lindsey (pilot)
- Pedro Duque (1. missionsspecialist) ESA
- Scott Parazynski (2. missionsspecialist)
- Stephen Robinson (3. missionsspecialist)
- Chiaki Mukai (specialist) NASDA
- John Glenn (specialist)

## Missionen
- John Glenn
- Månen ses mellem Jorden og rumfærgen
- John Glenn

### Nyttelast
SPACEHAB-SM
Spacehap med eksperimenter 
Spartan 201
Satellit til udforskning af Solens Korona 
The Hubble Space Telescope Orbiting Systems Test (HOST)
Hubble-rumteleskopet System Test
The International Extreme Ultraviolet Hitchhiker
The International Extreme Ultraviolet Hitchhiker (IEH-03) med seks forskellige eksperimenter
Biological Research in Canisters (BRIC)

Cryogenic Thermal Storage Unit (CRYOTSU)

Electronic Nose (E-NOSE)

Getaway Special (GAS) Program

Protein Crystal Growth (PCG)

Space Experiment Module (SEM) – 4

Hovedartikler: